# Butyllactaat
Butyllactaat of n-butyllacaat is een alkylester van melkzuur. Het wordt gevormd door de reactie van melkzuur met 1-butanol.

## Eigenschappen
Butyllactaat is een heldere tot witte vloeistof met een milde geur. Ze is mengbaar met veel organische oplosmiddelen, en ze is matig oplosbaar in water. Ze is ontvlambaar. Ze is potentieel irriterend voor de huid en de ogen.

## Toepassingen
Butyllactaat kan gebruikt worden als oplosmiddel voor nitrocellulose, smeeroliën, inkten, verven en coatings.
In cosmetica is het voorgesteld voor de behandeling van acne.
Het is door de Amerikaanse Food and Drug Administration toegelaten als synthetische smaakstof in voedingsmiddelen.
Het wordt ook gebruikt voor de synthese van andere stoffen, bijvoorbeeld butylacrylaat door dehydratie van butyllactaat.